# گودموندور گودموندشون
گودموندور گودموندشون (ایسلندی: Guðmundur Guðmundsson؛ زادهٔ ۲۳ دسامبر ۱۹۶۰) بازیکن سابق و مربی هندبال اهل ایسلند است.
از باشگاه‌هایی که در آن بازی کرده‌است می‌توان به اشاره کرد.